# Merete Wiid
Merete Wiid (født 25. august 1946, død 12. marts 2023) var en dansk politiker, der i perioden 2003-2006 var borgmester i Solrød Kommune valgt for Venstre.
Merete Wiid var til sin pension i 2008 fuldmægtig i Solrød Kommune og blev valgt ind i kommunalbestyrelsen i 1989. Hun var i to omgange viceborgmester, inden hun 1. december 2003 overtog borgmesterposten fra Mogens Baltzer, der trak sig fra posten på grund af sygdom. Wiid valgte ikke at genopstille som borgmesterkandidat ved kommunalvalget 2005, hvorfor Niels Hörup efterfulgte hende som borgmester fra 1. januar 2006.